# Żelazna Nowa
Żelazna Nowa (prononciation : [ʐɛˈlazna ˈnɔva]) est un village polonais de la gmina de Magnuszew dans le powiat de Kozienice de la voïvodie de Mazovie dans le centre-est de la Pologne.
Il se situe à environ 6 kilomètres au nord-ouest de Magnuszew (siège de la gmina), 29 km au nord-ouest de Kozienice (siège du powiat) et à 52 km au sud-est de Varsovie (capitale de la Pologne).
Le village possède approximativement une population de 70 habitants.

## Histoire
De 1975 à 1998, le village appartenait administrativement à la voïvodie de Radom.